# Michael Karoli
Michael Karoli est un guitariste, violoniste et compositeur allemand, né le 29 avril 1948 à Straubing et mort le 17 novembre 2001 à Essen. Il est surtout connu pour avoir été membre du groupe de Krautrock Can.

## Biographie
Michael Karoli naît et grandit à Straubing, en Bavière, avant de partir pour Saint-Gall, en Suisse, où il terminera sa scolarité. Il apprend alors à jouer de la guitare, du violon et du violoncelle, puis joue dans un grand nombre de groupes de jazz. En 1966, il rencontre Holger Czukay, qui devient alors son professeur de guitare. Après avoir considérablement progressé, il renonce à ses études de droit, et fonde avec Czukay le groupe Can en 1968. En plus de son rôle de guitariste, il joue de temps à autre du violon et intervient à partir de 1973 au chant. Il reste dans le groupe jusqu'en 1979, date de la séparation. Il a également participé aux deux réunions du groupe, respectivement en 1986 et 1991.
En 1995, il participe à l'album Deluge de l'artiste de reggae Polly Eltes.
Il meurt le 17 novembre 2001 à Essen, à l'âge de 53 ans, après un long combat contre son cancer. 

## Discographie
Avec Can
- Voir discographie de Can.

Collaborations
- Polly Eltes - Deluge (1984)